# Роккі 2
«Роккі 2» (англ. Rocky II) — художній кінофільм виробництва США. Фільм зняв Сільвестер Сталлоне у 1979 році. Картина є продовженням фільму 1976 року «Роккі».

## Сюжет
Фільм розпочинається з останнього раунду бою, котрим завершується перший фільм. Після бою обох боксерів везуть у лікарню. Після лікування Роккі починає насолоджуватись прибутками від бою з Аполло. Він купляє автомобіль, новий будинок. Він одружується з Едріан. Роккі вирішує заробити на образі «Італійського жеребця», але нічого не виходить через його проблеми з дикцією та читанням. Гроші закінчуються, Бальбоа вимушений влаштуватись на роботу на м'ясопереробний завод, де раніше працював Поллі. Роккі звільняють, він приходить до Міккі з проханням про те, щоб той знову став його тренером. Голдмілл відмовляється, мотивуючи це тим, що Бальбоа майже осліп. Роккі влаштовується помічником в зал Міккі, Едріан повертається на попередню роботу в зоомагазин. Крід одержує значну кількість листів з критикою свого останнього бою. Він вирішує надавити на Роккі, щоб він погодився на реванш. Роккі не витримує і погоджується на бій. Едріан виступає проти поєдинку, це морально тисне на Бальбоа, у нього пропадає бажання тренуватись. Коли Поллі намагається вмовити Едріан підтримати Роккі, та втрачає свідомість і в неї починають пологи. Після народження сина Едріан впадає в кому. Роккі перестає тренуватись, щоб бути поряд з дружиною. Коли Едріан виходить з коми, до неї і Роккі приносять сина. Бальбоа теж вперше бачить сина, оскільки він вирішив, що подивиться на нього лише із дружиною, коли та прийде до тями. Роккі каже дружині, що він прислухається до її думки: він не буде битись із Аполло, якщо вона проти. У відповідь Едріан просить його здобути перемогу. Бальбоа розпочинає напружені тренування, він досягає чудової форми. В процесі тренувань Міккі навчає Роккі битись правою, щоб захистити хворе око та досягти ефекту несподіванки.
Роккі і Аполло вдруге зустрічаються на рингу. Аполло розпочинає бій рішуче, він перемагає за очками у перших двох раундах. Втім, Роккі не здається, і Аполло не вдається завершити бій достроково до останнього раунду. Перед останнім раундом тренер говорить Аполло, щоб він не намагався нокаутувати Роккі, оскільки і так лідирує за очками. Міккі ж говорить Роккі, щоб той перейшов на ліву руку. Роккі спочатку відмовляється, але під час раунду завдає лівою рішучого удару. Аполло падає, але Роккі настільки виснажений поєдинком, що теж не втримується на ногах. Суддя починає відлік, обидва боксери намагаються підвестись. Лише Роккі це вдається; як наслідок, він стає новим чемпіоном світу, перемігши нокаутом у 15 раунді Кріда. Роккі дякує Аполло за бій і Міккі за його допомогу в тренуваннях. Після цього він вигукує: «Едріан! Я зробив це!»

## У ролях
| Актор               | Роль           |
| ------------------- | -------------- |
| Сільвестер Сталлоне | Роккі Бальбоа  |
| Карл Везерс         | Аполло Крід    |
| Талія Шайр          | Едріан Пенніно |
| Берджесс Мередіт    | Міккі Голдмілл |
| Берт Янг            | Поллі Пенніно  |
| Тоні Бертон         | тренер Аполло  |
| Джо Спінелл         | Гаццо          |
| Леонард Гейнс       | агент          |
| Сільвія Мілс        | Мері Енн Крід  |
| Френк Сталлоне      | співак         |